# Rio Jacutinga (Paraná)
O rio Jacutinga é um curso de água que banha o estado do Paraná. Pertence à bacia do rio Tibagi, sendo afluente do rio Imbaú.
Está localizado na região dos Campos Gerais, no segundo planalto paranaense, entre os municípios de Reserva e Imbaú.